# Гелиамфора
Гелиамфора (лат. Heliámphora, от греческих helos «болото» и amphoreus «амфора») — род растений семейства Саррацениевые; включает 23 вида южноамериканских насекомоядных растений. Они известны под английским названием «солнечные кувшины» (sun pitchers), которое произошло от неверной интерпретации греческого heli в латинском названии как «солнце». На самом деле оно происходит от helos, то есть «болото», таким образом, более точным названием было бы «болотные кувшины». В ходе эволюции растения этого рода приобрели механизмы привлечения, захвата и убийства насекомых, а также способность контролировать количество воды в своих ловушках. Как минимум один из видов (Heliamphora tatei) производит собственные ферменты для переваривания пищи без помощи симбиотических бактерий.

## Морфология
Все виды Heliamphora — травянистые многолетние растения, имеющие подземное корневище.

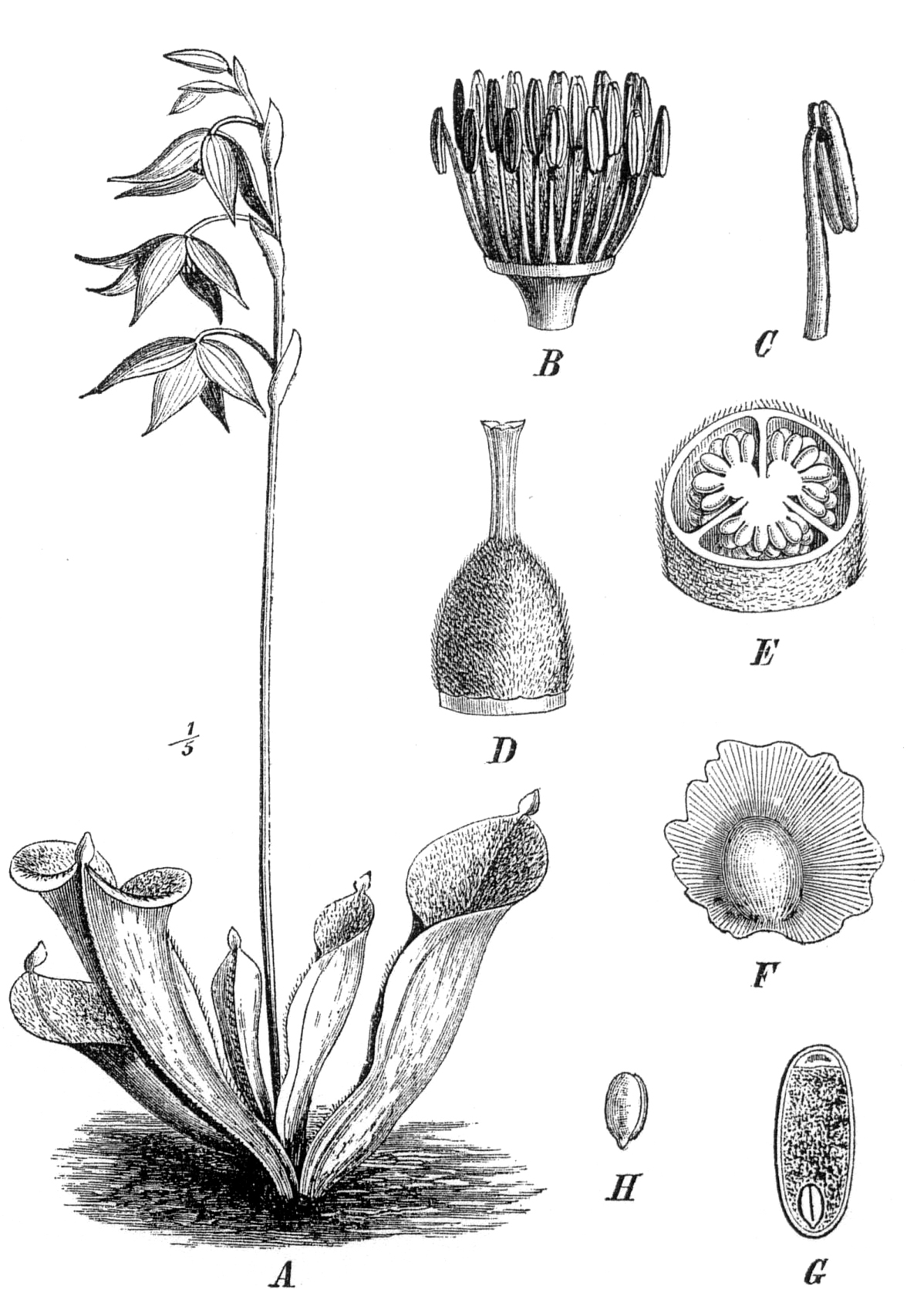
Иллюстрация Heliamphora nutans из монографии о роде Джона Мюрхеда Макфарлейна 1908 года (A: целое растение; B: андроцей; C: тычинка; D: пестик; E: завязь; F: семя; G: семя в вертикальном виде; H: эмбрион)

### Хищничество
Большинство из видов рода (за исключением Heliamphora tatei) не производят собственных ферментов для переваривания добычи, а используют ферменты симбиотических бактерий. Привлечение добычи они осуществляют за счет визуальных и химических сигналов.

## Распространение

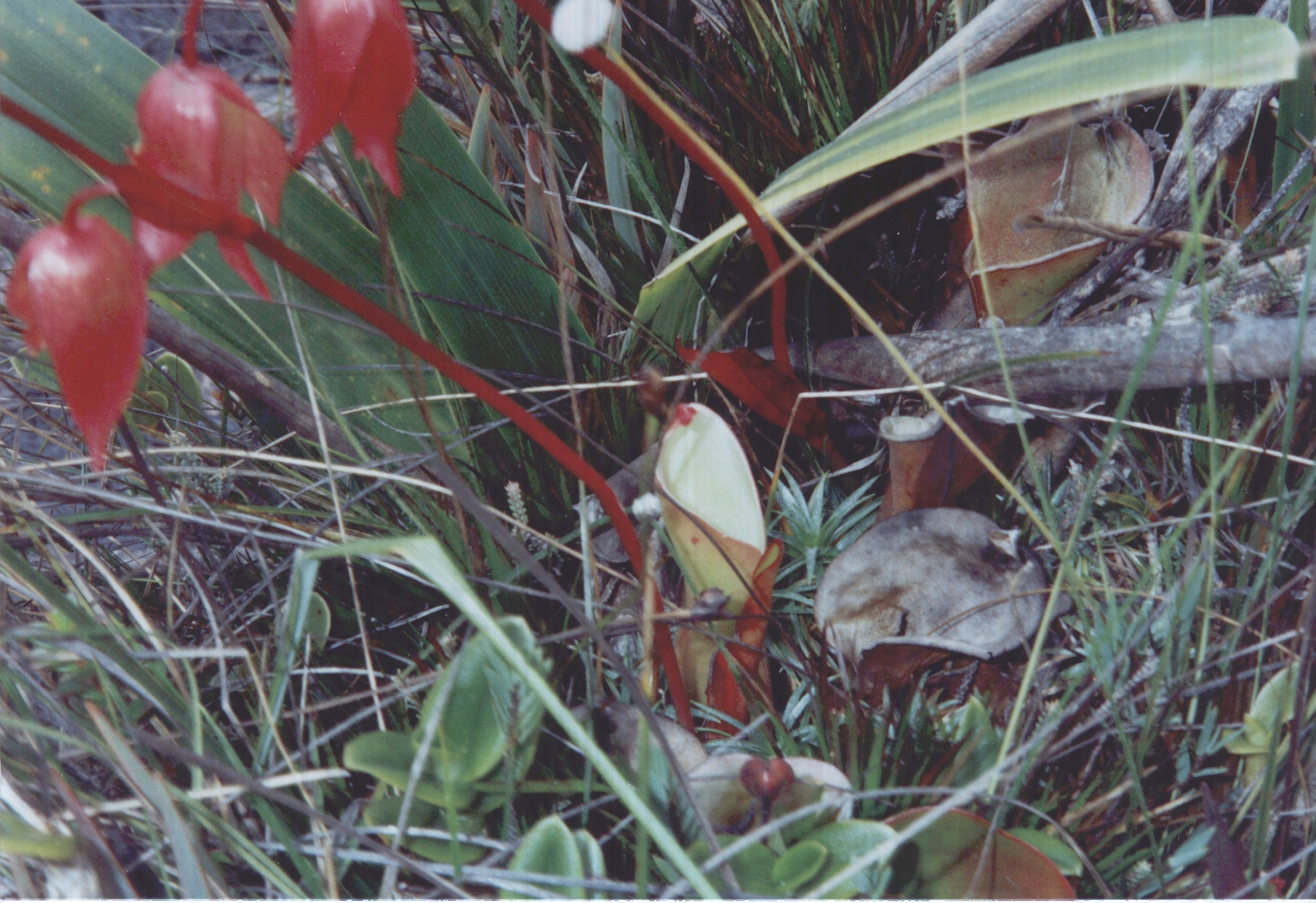
H. nutans на горе Рорайма в Венесуэле

Все виды Heliamphora — эндемики Гвианского нагорья, населяющие его тепуи. В политическом смысле речь идёт о территории Венесуэлы, западной Гайане и северной Бразилии. Однако многие районы всё ещё не обследованы на предмет обнаружения этих хищных растений, поэтому возможно их открытие и на новых территориях.

## История исследований

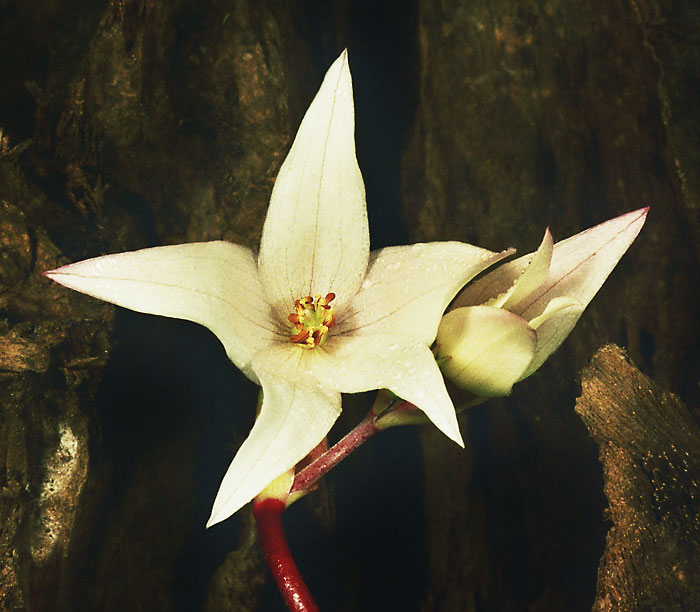
Цветы H. pulchella

Первым описанным видом стал H. nutans, имя которому в 1840 году дал Джордж Бентам. При этом он исследовал образец, собранный ранее Робертом Германом Шомбургом). Вид оставался единственным известным науке до того момента, как Генри Глисон описал H. tatei и H. tyleri в 1931, добавив к ним H. minor в 1939. В 1978—1984, Джулиан Стейермарк и Бассет Магуайр подвергли ревизии род Heliamphora (к которому первый из них добавил вид H. heterodoxa в 1951) и описали два новых вида: H. ionasi и H. neblinae. Научные экспедиции и описание по собранным ранее образцам привели к открытию новых видов. Большую часть этой работы проделали учёные en:Thomas Carow, en:Peter Harbarth, Йохим Нерц и Андреас Вистуба.

## Культивация и уход
Heliamphora считаются у энтузиастов и экспертов по выращиванию хищных растений одними из самых трудных в культивации. Они требуют прохладного (для «горных» видов), либо тёплого (для «низинных») климата с постоянной и очень большой влажностью. Горные виды, в природе растущие на высоких и покрытых зачастую облаками вершинах тепуи включают H. nutans, H. ionasi и H. tatei. К низинным Heliamphora относятся такие, как H. ciliata и H. heterodoxa, растущие ближе к подножию тепуи.

## Классификация

### Виды
Сегодня известны 23 вида Heliamphora, они перечислены в таблице ниже. Если не указано иное, информация взята из работы 2011 года Sarraceniaceae of South America, за авторством Stewart McPherson, Андреаса Вистубы, Андреаса Фляйшмана и Йохима Нерца. Годы указывают на публикацию названий соответствующих видов под их современным именем, игнорируя более ранние упоминания под другими, если они были.
| Вид                         | Исследователи                                                    | Год  | Иллюстр. | Распространение                      | Высоты           |
| --------------------------- | ---------------------------------------------------------------- | ---- | -------- | ------------------------------------ | ---------------- |
| Heliamphora arenicola       | Wistuba, A.Fleischm., Nerz & S.McPherson                         | 2011 |          | Венесуэла                            | До 2000 м        |
| Heliamphora ceracea         | Nerz, Wistuba, en:Grantsau, Rivadavia, A.Fleischm. & S.McPherson | 2011 |          | Бразилия                             | Горная местность |
| Heliamphora chimantensis    | Wistuba, Carow & Harbarth                                        | 2002 |          | Венесуэла                            | 1900-2100 м      |
| Heliamphora ciliata         | Wistuba, Nerz & A.Fleischm.                                      | 2009 |          | Венесуэла                            | 900 м            |
| Heliamphora collina         | Wistuba, Nerz, S.McPherson & A.Fleischm.                         | 2011 |          | Венесуэла                            | 1700-1825 м      |
| Heliamphora elongata        | Nerz                                                             | 2004 |          | Венесуэла                            | 1800-2600 м      |
| Heliamphora exappendiculata | (Maguire & Steyermark) Nerz & Wistuba                            | 2006 |          | Венесуэла                            | 1700-2100 м      |
| Heliamphora folliculata     | Wistuba, Harbarth & Carow                                        | 2001 |          | Венесуэла                            | 1700-2400 м      |
| Heliamphora glabra          | (Maguire) Nerz, Wistuba & Hoogenstrijd                           | 2006 |          | Граница Бразилии, Гайаны и Венесуэлы | 1200-2750 м      |
| Heliamphora heterodoxa      | Steyerm.                                                         | 1951 |          | Гайана?, Венесуэла                   | 1200-2200 м      |
| Heliamphora hispida         | Nerz & Wistuba                                                   | 2000 |          | Граница Бразилии и Венесуэлы         | 1800-3014 м      |
| Heliamphora huberi          | A.Fleischm., Wistuba & Nerz                                      | 2009 |          | Венесуэла                            | 1850-2200 м      |
| Heliamphora ionasi          | Maguire                                                          | 1978 |          | Венесуэла                            | 1800-2600 м      |
| Heliamphora macdonaldae     | Gleason                                                          | 1931 |          | Венесуэла                            | 1500-2300 м      |
| Heliamphora minor           | Gleason                                                          | 1939 |          | Венесуэла                            | 1650-2500 м      |
| Heliamphora neblinae        | Maguire                                                          | 1978 |          | Граница Бразилии и Венесуэлы         | 860-2200 м       |
| Heliamphora nutans          | Benth.                                                           | 1840 |          | Граница Бразилии, Гайаны и Венесуэлы | 2000-2700 м      |
| Heliamphora parva           | (Maguire) S.McPherson, A.Fleischm., Wistuba & Nerz               | 2011 |          | Венесуэла                            | 1750-2200 м      |
| Heliamphora pulchella       | Wistuba, Carow, Harbarth & Nerz                                  | 2005 |          | Венесуэла                            | 1850-2550 м      |
| Heliamphora purpurascens    | Wistuba, A.Fleischm., Nerz & S.McPherson                         | 2011 |          | Венесуэла                            | 2400-2500 м      |
| Heliamphora sarracenioides  | Carow, Wistuba & Harbarth                                        | 2005 |          | Венесуэла                            | 2400-2450 м      |
| Heliamphora tatei           | Gleason                                                          | 1931 |          | Венесуэла                            | 1700-2400 м      |
| Heliamphora uncinata        | Nerz, Wistuba & A.Fleischm.                                      | 2009 |          | Венесуэла                            | 1850 м           |

### Таксоны, описание которых не закончено
Следующие два таксона могут быть признаны отдельными видами Heliamphora:
| Вид                              | Распространение | Высоты      |
| -------------------------------- | --------------- | ----------- |
| Heliamphora sp. 'Akopán Tepui'   | Венесуэла       | 1800-1900 м |
| Heliamphora sp. 'Angasima Tepui' | Венесуэла       | 2200-2250 м |

## Природные гибриды
В природе встречаются как минимум 11 гибридных вариантов:
- H. arenicola × H. ionasi
- H. ceracea × H. hispida
- H. chimantensis × H. pulchella
- H. elongata × H. ionasi
- H. exappendiculata × H. huberi
- H. exappendiculata × H. pulchella
- H. glabra × H. nutans
- H. huberi × H. pulchella
- H. neblinae × H. parva
- H. purpurascens × H. sarracenioides
- H. sp. 'Akopán Tepui' × H. pulchella

Также мнимый или предполагаемые гибриды встречаются среди H. ceracea, H. hispida, H. neblinae и H. parva в бразильских «туманных горах» en:Cerro de la Neblina. Предполагаемая гибридизация H. macdonaldae с H. tatei также отмечена на юге en:Cerro Duida.